# Накамура, Кунио
Кунио Накамура (англ. Kuniwo Nakamura; яп. 中村國雄, 24 ноября 1943 — 14 октября 2020) — палауанский политический и государственный деятель, Президент Палау и министр иностранных дел в 1993—2001 годах. Накамура — сын японского эмигранта из префектуры Миэ. До избрания на пост президента был вице-президентом с 1988 по 1993 годы.

## Биография
Родился в Пелелиу. Получил образование в Гавайском университете, затем работал учителем и советником по экономике США целевог управления территорией Палау. Его политическая карьера началась с избранием конгресс Микронезии в 1975 году.
Находился на посту президента два срока. После истечения первого срока в 1996 году он принял участие в очередных президентских выборах. В сентябре 1996 года Накамура нанёс поражение двум другим кандидатам, Джонсону Торибионгу и Ибедулу Ютака, получив 56 % на первичных выборах. Но уже в начале октября Торибионг снял свою кандидатуру. На всеобщих выборах Накамура одержал уверенную победу, нанеся поражение своему сопернику Ибедулу, который набрал всего 33 % голосов.